# جف هال
جف هال (به انگلیسی: Jeff Hall) بازیکن فوتبال زادهٔ ۷ سپتامبر ۱۹۲۹ اهل کشور انگلستان بود که سابقهٔ بازی در تیم ملی فوتبال انگلستان را در کارنامهٔ خود دارد. وی در تاریخ ۲ اکتبر ۱۹۵۵ نخستین بازی ملی خود را در مقابل تیم ملی فوتبال دانمارک انجام داد و با حضور در ۱۷ بازی ملی، در تاریخ ۱۹ مه ۱۹۵۷ واپسین بازی ملی‌اش را در برابر تیم ملی فوتبال جمهوری ایرلند برگزار کرد.